# Dilasag
Dilasag ist eine philippinische Stadtgemeinde in der Provinz Aurora. Sie hat 15.835 Einwohner (Zensus 1. August 2015).

## Baranggays
Dilasag ist politisch unterteilt in elf Baranggays.
- Diagyan
- Dicabasan
- Dilaguidi
- Dimaseset
- Diniog
- Lawang
- Maligaya (Pob.)
- Manggitahan
- Masagana (Pob.)
- Ura
- Esperanza